# 2 Guns
Pour plus de détails, voir Fiche technique et Distribution.
2 Guns ou Quitte ou double au Québec, est un film d'action américain de Baltasar Kormákur sorti en 2013. C'est l'adaptation de la BD éponyme créée par Steven Grant et Mateus Santolouco, publiée en 2007 sous le même nom, par Boom! Studios.
Le film suit Navy Seal du Renseignement de la Navy et un agent de la DEA, tous deux agents infiltrés mais chacun ignorant l'identité de l'autre, qui travaillent ensemble pour braquer une banque contenant l'argent d'un narcocartel afin de le mettre hors-circuit. Mais peu après le forfait, il découvrent qu'ils ont en réalité dérobé l'argent des caisses noires de la CIA, attirant beaucoup de monde à leurs trousses.

## Synopsis
Deux truands, Trench et Stigman, rencontrent au Mexique le baron de la drogue Papi Greco. Cependant Greco, méfiant car récemment trahi par un de ses hommes, refuse de leur fournir la cocaïne demandée et la transaction échoue.
Repassant la frontière vers les États-Unis, tous deux sont arrêtés par la DEA et interrogés. Trench, qui est en fait un agent de la DEA infiltré (à l'insu de Stigman), fait son rapport à son supérieur Jessup et lui dit qu'il n'a pas pu obtenir les preuves nécessaires à faire condamner Greco. Il rencontre ensuite sa maîtresse Deb Rees, elle aussi agent, et lui dévoile son nouveau plan : attaquer la banque de Las Cruces pour y voler trois millions de dollars à Greco, et le faire tomber pour évasion fiscale.
Stigman, quant à lui, est en fait un Navy SEAL, infiltré également pour le compte des Renseignements de la Navy (à l'insu de Trench). Il rencontre son commandant, Harold Quince qui lui fournit l'équipement nécessaire pour forcer les coffres, ses ordres étant de tuer Trench et de récupérer l'argent pour financer les opérations secrètes de la marine.
Pendant l'attaque de la banque, ils s'aperçoivent que tous les coffres sont remplis d'argent, pour un total de 43 125 000 dollars. Stigman abandonne Trench après lui avoir tiré dessus, le blessant légèrement. À cette occasion, il s'aperçoit que son acolyte est un agent de la DEA. Cependant, il a ignoré les ordres de ses supérieurs, qui étaient de tuer Trench, et ceux-ci tentent de l'éliminer ; il ne doit son salut qu'à la fuite et son opération d'infiltration est consignée dans son dossier comme une désertion. Il réussit à s'échapper après avoir appris que l'argent sera transféré dans une base de la marine à Corpus Christi. Pendant ce temps, des agents du FBI enquêtent sur l'attaque de la banque. Ils sont accompagnés d'un certain Earl qui interroge agressivement le directeur.
Après avoir été soigné par le vétérinaire Ken, Trench rejoint Deb et lui explique la situation. Il se rend ensuite à l'appartement de Stigman pour savoir où se trouve l'argent, mais Stigman l'attend et le contacte depuis un toit où il s'est embusqué avec un fusil de sniper. Après une courte conversation, ils sont interrompus par l'arrivée d'un commando envoyé par Quince mais réussissent à lui échapper. Trench rend alors visite à Jessup à son domicile pour lui faire son rapport, mais Earl et ses acolytes sont déjà sur place et interrogent Jessup, puis l'abattent devant Trench et menacent de lui faire porter le chapeau pour la mort de Jessup s'il ne leur rapporte pas l'argent volé. Par la suite, Trench et Stigman tentent tous deux simultanément de kidnapper Greco et, après une course poursuite et une bagarre, ils décident de s'allier et emmènent Greco dans le garage de la maison de Deb — à son insu — pour l'interroger. Là, ils découvrent que Earl, l'associé de Greco, est un agent d'opération noire notoire, et qu'ils ont volé de l'argent de la CIA.
Les deux hommes sont interrompus par l'arrivée de Deb, à qui Trench explique la situation, quand tout à coup un autre commando dirigé par Quince fait irruption. Malgré une tentative de fuite, le trio est finalement capturé par Greco après un accident de voiture provoqué et est emmené à sa ferme au Mexique. Après une séance de torture, Earl arrive à la ferme et pose ses conditions à Greco : il doit retrouver les 43 millions. Cependant Greco a bien l'intention de garder l'argent pour lui. Il donne à Trench et Stigman 24 heures pour récupérer l'argent de la marine et lui rendre, sans quoi il tuera Deb. Les deux hommes traversent la frontière par la filière des clandestins, puis volent une voiture et s'introduisent dans la base, où Stigman demande l'appui de l'amiral Tuway. Après une courte explication, Tuway ordonne l'arrestation de Quince, mais désavoue Stigman et ordonne son expulsion de la base afin d'éviter un scandale qui ternirait la réputation de la Marine.
Pendant ce temps, interrogeant Quince sous la menace d'une arme, Trench découvre que celui-ci est le petit ami de Deb et qu'ils avaient prévu de voler l'argent pour eux-mêmes. Quince échappe à son arrestation et Stigman est expulsé de la base. Ne pouvant trouver l'argent, Trench s'enfuit de la base déguisé en officier après l'avoir fait exploser. Il appelle Greco mais se rend compte qu'il est trop tard pour l'empêcher de tuer Deb. À force de réflexion, il devine plus tard que l'argent est dans une chambre d'un motel que lui et Deb ont autrefois fréquenté et malgré ses réticences, finit par aller aider Stigman qui était retourné à la ferme de Greco seul.
Là, Stigman est entouré par les hommes de Greco à qui il a promis les 43 millions, mais Quince est également venu récupérer l'argent. Arrive alors Earl en hélicoptère, qui s'interpose et réclame aussi le magot. Quand soudain survient Trench, avec l'argent dans le coffre de la Chevrolet Impala 1964 de Greco, qu'il fait exploser, dispersant l'argent dans le vent, ce qui déclenche une fusillade entre les trois clans. Stigman et Trench se réfugient dans une étable, d'où Stigman abat l'hélicoptère de la CIA. Ils sont interceptés par Quince et par Earl, qui leur révèle que la CIA dispose de dix-neuf autres banques secrètes, et que la perte des 43 millions de dollars n'est qu'un léger contretemps. Ils réussissent à abattre Quince et Earl, puis achèvent Greco.
Seuls survivants parmi les belligérants, ils quittent la ferme de Greco, non sans que Trench ait tiré une balle dans la jambe de Stigman, pour se venger de la balle que celui-ci lui avait tirée dans le désert. Cependant désormais très liés, les deux hommes surveillent plus tard une banque secrète de la CIA, semblant planifier un nouveau braquage, et Trench révèle à Stigman qu'il n'avait pas fait exploser tout l'argent mais en avait caché une partie.

## Fiche technique
- Titre : 2 Guns
- Titre québécois  : Quitte ou double
- Réalisation : Baltasar Kormákur
- Scénario : Blake Masters, d'après la bande dessinée de Steven Grant et Mateus Santolouco, publiée en 2007 aux Editions Boom! Studios
- Direction artistique : Beth Mickle
- Décors : Kevin Hardison
- Costumes : Laura Jean Shannon
- Photographie : Oliver Wood et Peter Menzies Jr. (seconde équipe)
- Montage : Michael Tronick
- Musique : Clinton Shorter
- Production : Andrew Cosby, Randall Emmett, George Furla, Marc Platt et Ross Richie
- Société(s) de production : Boom Entertainment, Emmett/Furla Films, Envision Entertainment Corporation, Foresight Unlimited et Marc Platt Productions
- Société(s) de distribution : Universal Pictures (États-Unis)
- Budget : 61 000 000 $
- Pays de production :  États-Unis
- Langue originale : anglais
- Format : couleur - 35 mm - 2.35:1 - Son Dolby numérique
- Genre : action, policier,  comédie
- Durée : 109 minutes
- Dates de sortie[1] :
  - États-Unis : 2 août 2013
  - Belgique et France : 25 septembre 2013
- Tous publics lors de sa sortie en salles et déconseillé aux moins de 10 ans lors de sa diffusion à la télé

## Distribution
- Denzel Washington (VF : Emmanuel Jacomy ; VQ : Jean-Luc Montminy) : agent Robert « Bobby » Trench de la DEA
- Mark Wahlberg (VF : Bruno Choël ; VQ : Martin Watier) : second maître Michael « Stig » Stigman du Renseignement de la Navy
- Paula Patton (VF : Laura Blanc ; VQ : Pascale Montreuil) : agent Deb Rees de la DEA
- James Marsden (VF : Damien Boisseau ; VQ : Daniel Roy) : Lieutenant commander Harold Quince du Renseignement de la Navy
- Bill Paxton (VF : Michel Papineschi ; VQ : Benoit Éthier) : Earl
- Edward James Olmos (VF : José Luccioni ; VQ : Manuel Tadros) : Papi Greco
- Patrick Fischler (VF : Daniel Lafourcade ; VQ : Joël Legendre) : Dr. Ken
- Robert John Burke (VF : Guillaume Orsat ; VQ : Éric Gaudry) : agent spécial Jessup de la DEA
- Fred Ward (VF : Jean Barney) : amiral Tuway, directeur du Renseignement de la Navy
- Evie Thompson : Patsy
- Azure Parsons (VF : Christèle Billault) : Maggie la serveuse
- Ambyr Childers : Ms. Young
- Lucy Faust : La femme effrayée
  - Voix additionnelles : Diego Asensio, Jean-Paul Pitolin, Jean-Philippe Puymartin, Achille Orsoni

Source et légende : version française (VF) sur AlloDoublage ; version québécoise (VQ) sur Doublage.qc.ca

## Distinctions

### Récompenses
- Festival international du film de Locarno 2013 : Piazza Grande Award (sélection « Piazza Grande » ; film d'ouverture)